# Halte fluviale de Kyiv
Le port de Kyiv est un port fluvial d'Ukraine sur le Dniepr.

## Histoire
En tant que voie navigable, le Dniepr ne fut accessible qu'à partir de 1932 avec la construction de barrage en sa partie supérieure.

## Infrastructures et installations

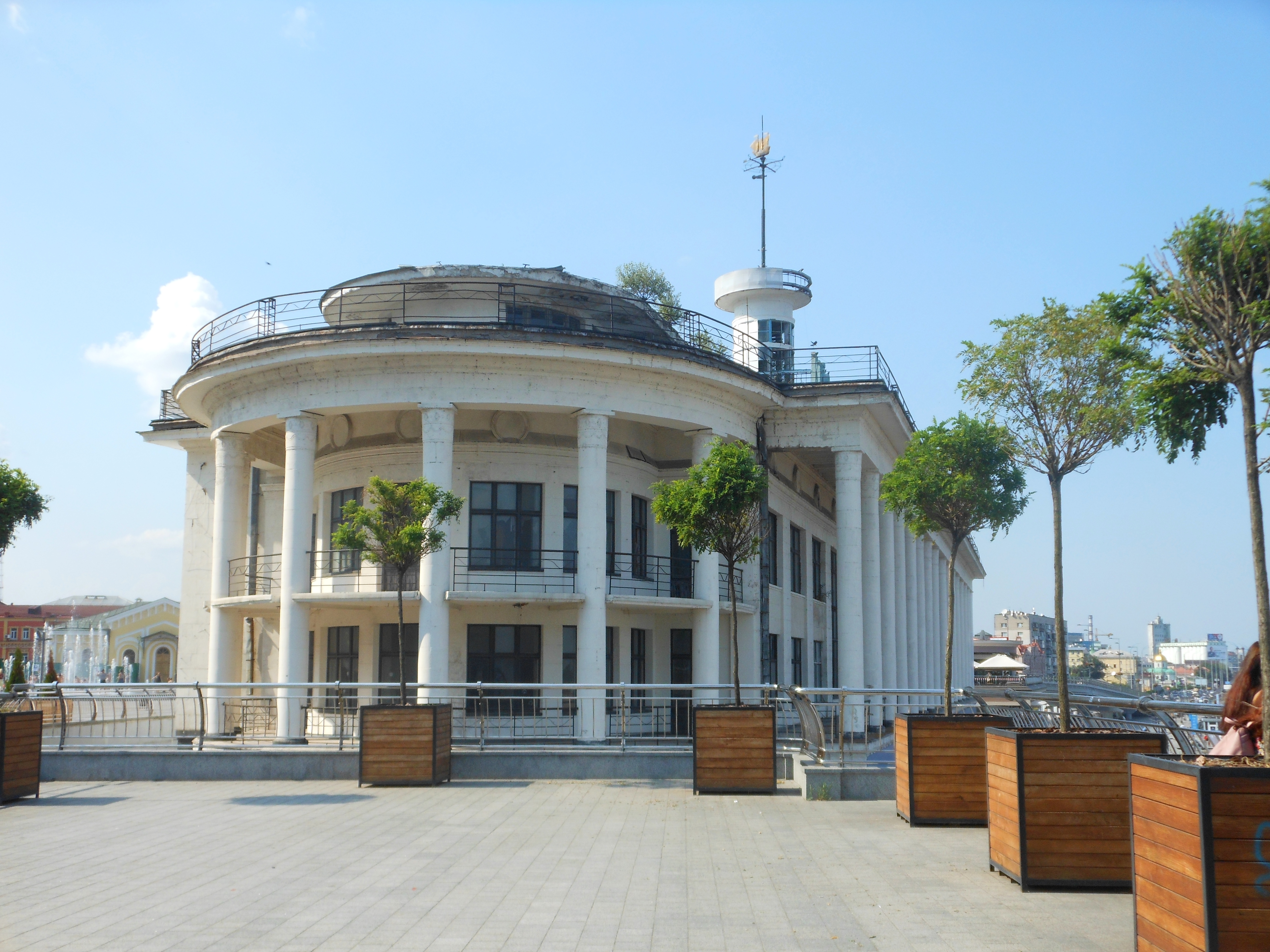
Architecture,

## Caractéristiques
Il donne sur la place de la poste et reprend la place de l'ancienne poste, elle fut construite entre 1957 et 1961 ; il est classé.

## Intermodalité
Poshtova ploscha (métro de Kiev).